# Anna của Áo, Vương hậu Ba Lan
Anna của Áo (16 tháng 8 năm 1573 – 10 tháng 2 năm 1598) là Vương hậu Ba Lan và Thụy Điển và là Đại Công tước phu nhân xứ Litva với tư cách là vợ đầu tiên của Zygmunt III Waza.

## Hậu duệ
Anna có năm người con, nhưng chỉ có người con trai lớn Władysław sống đến tuổi trưởng thành:
1. Anna Maria (23 tháng 5 năm 1593 – 9 tháng 2 năm 1600)
2. Katarzyna (19 tháng 4 năm 1594 – 16 tháng 5 năm 1594)
3. Władysław IV Vasa (9 tháng 6 năm 1595 – 20 tháng 5 năm 1648), (trị vì 1632-1648 với tư cách là Władysław IV của Ba Lan và Litva)
4. Katarzyna (27 tháng 9 năm 1596 – 2 tháng 6 năm 1597)
5. Krzysztof (10 tháng 2 năm 1598 – 10 tháng 2 năm 1598)